# 후쿠엔선
후쿠엔선(일본어: 福塩線)은 일본 히로시마현 후쿠야마시의 후쿠야마역부터 미요시시의 시오마치역에 이르는 철도 노선(지방 교통선)이다. 서일본 여객철도가 운영한다.

## 노선 정보
- 관할 (사업 종별) : 서일본 여객철도 (제 1 종 철도사업자)
- 노선 거리 (영업 거리) : 78.0km
- 궤간 : 1067mm
- 역 수 : 27 (기종점역 포함)
  - 후쿠엔 선 소속 역으로 한정된 경우, 산요 본선 소속의 후쿠야마 역, 게이비 선 소속의 시오마치 역이 제외되어 25역이 된다.
- 복선화 구간 : 없음 (전 구간 단선)
- 전철화 구간 : 후쿠야마 역 - 후추 역 간(직류 1500V)
  - 비 전철화 구간 : 후추 역 - 시오마치 역 간
- 폐색 방식 : 특수 자동 폐색식
- 최고 속도 : 85km/h
- 운전 지령소 : 오카야마 수송 지령소 후추 파출

## 역 목록
- 전 노선 히로시마현에 소재.

| 노선명      | 역명       | 일어 역명 | 역간 거리 | 영업 거리 | 접속 노선                                           | 소재지     | 소재지     |
| ----------- | ---------- | --------- | --------- | --------- | --------------------------------------------------- | ---------- | ---------- |
| 후 쿠 엔 선 | 후쿠야마   | 福山      | -         | 0.0       | 서일본 여객철도 산요 신칸센 · 산요 본선             | 후쿠야마시 | 후쿠야마시 |
| 후 쿠 엔 선 | 빈고혼조   | 備後本庄  | 1.8       | 1.8       |                                                     | 후쿠야마시 | 후쿠야마시 |
| 후 쿠 엔 선 | 요코오     | 横尾      | 4.3       | 6.1       |                                                     | 후쿠야마시 | 후쿠야마시 |
| 후 쿠 엔 선 | 간나베     | 神辺      | 2.3       | 8.4       | 이바라 철도 이바라 선                               | 후쿠야마시 | 후쿠야마시 |
| 후 쿠 엔 선 | 유다무라   | 湯田村    | 2.0       | 10.4      |                                                     | 후쿠야마시 | 후쿠야마시 |
| 후 쿠 엔 선 | 미치노우에 | 道上      | 0.9       | 11.3      |                                                     | 후쿠야마시 | 후쿠야마시 |
| 후 쿠 엔 선 | 마나구라   | 万能倉    | 2.1       | 13.4      |                                                     | 후쿠야마시 | 후쿠야마시 |
| 후 쿠 엔 선 | 에키야     | 駅家      | 1.2       | 14.6      |                                                     | 후쿠야마시 | 후쿠야마시 |
| 후 쿠 엔 선 | 지카타     | 近田      | 1.4       | 16.0      |                                                     | 후쿠야마시 | 후쿠야마시 |
| 후 쿠 엔 선 | 도데       | 戸手      | 1.0       | 17.0      |                                                     | 후쿠야마시 | 후쿠야마시 |
| 후 쿠 엔 선 | 가미토데   | 上戸手    | 1.8       | 18.8      |                                                     | 후쿠야마시 | 후쿠야마시 |
| 후 쿠 엔 선 | 신이치     | 新市      | 1.2       | 20.0      |                                                     | 후쿠야마시 | 후쿠야마시 |
| 후 쿠 엔 선 | 다카기     | 高木      | 1.7       | 21.7      |                                                     | 후추시     | 후추시     |
| 후 쿠 엔 선 | 우카이     | 鵜飼      | 1.0       | 22.7      |                                                     | 후추시     | 후추시     |
| 후 쿠 엔 선 | 후추       | 府中      | 0.9       | 23.6      |                                                     | 후추시     | 후추시     |
| 후 쿠 엔 선 | 시모카와베 | 下川辺    | 4.3       | 27.9      |                                                     | 후추시     | 후추시     |
| 후 쿠 엔 선 | 나카하타   | 中畑      | 3.9       | 31.8      |                                                     | 후추시     | 후추시     |
| 후 쿠 엔 선 | 가와사     | 河佐      | 3.1       | 34.9      |                                                     | 후추시     | 후추시     |
| 후 쿠 엔 선 | 빈고미카와 | 備後三川  | 7.5       | 42.4      |                                                     | 세라군     | 세라정     |
| 후 쿠 엔 선 | 빈고야노   | 備後矢野  | 4.2       | 46.6      |                                                     | 후추 시    | 후추 시    |
| 후 쿠 엔 선 | 조게       | 上下      | 3.7       | 50.3      |                                                     | 후추 시    | 후추 시    |
| 후 쿠 엔 선 | 고누       | 甲奴      | 4.4       | 54.7      |                                                     | 미요시시   | 미요시시   |
| 후 쿠 엔 선 | 가지타     | 梶田      | 2.4       | 57.1      |                                                     | 미요시시   | 미요시시   |
| 후 쿠 엔 선 | 빈고야스다 | 備後安田  | 5.2       | 62.3      |                                                     | 미요시시   | 미요시시   |
| 후 쿠 엔 선 | 기사       | 吉舎      | 5.0       | 67.3      |                                                     | 미요시시   | 미요시시   |
| 후 쿠 엔 선 | 미라사카   | 三良坂    | 6.3       | 73.6      |                                                     | 미요시시   | 미요시시   |
| 후 쿠 엔 선 | 시오마치   | 塩町      | 4.4       | 78.0      | 서일본 여객철도 게이비 선 (빈고오치아이 방면)       | 미요시시   | 미요시시   |
| 게 이 비 선 | 가미스기   | 神杉      | 1.5       | 79.5      |                                                     | 미요시시   | 미요시시   |
| 게 이 비 선 | 야쓰기     | 八次      | 3.3       | 82.8      |                                                     | 미요시시   | 미요시시   |
| 게 이 비 선 | 미요시     | 三次      | 2.3       | 85.1      | 서일본 여객철도 게이비 선 (히로시마 방면) · 산코 선 | 미요시시   | 미요시시   |